# 公报 (纽芬兰)
《公报》，中文全称《纽芬兰与拉布拉多省公报》（The Newfoundland and Labrador Gazette），是纽芬兰纪念大学（Memorial University of Newfoundland）的官方报纸，故又称《纽芬兰纪念大学公报》（Memorial University of Newfoundland Gazette）。
该报位于加拿大纽芬兰与拉布拉多省聖約翰斯，创刊于1949年，1968年8月2日，第一卷第一期以胶印形式出版。1968年-1969年到2003年-2004年间，每两周出版一次，此后每三周出版一次，直到2016年1月27日，最后一期印刷品下线。